# Fortezza da Basso
La fortezza di San Giovanni Battista o fortezza da Basso è un'opera di fortificazione alla moderna nelle mura di Firenze.
Circondata dai viali di circonvallazione e rientrante dei complessi espositivi di Firenze Fiera, oggi è sede di numerosi convegni, concerti e iniziative nazionali e internazionali. 
Ospita inoltre il laboratorio di restauro dei dipinti, dei materiali cartacei, dei materiali tessili e delle sculture lignee (nonché i Laboratori scientifici e il Laboratorio fotografico) dell'Opificio delle pietre dure, che ha sede centrale a Firenze in Via degli Alfani. 

## Storia
Nata con il nome di Castello Alessandria, fu costruita da Pier Francesco da Viterbo e Antonio da Sangallo il Giovane tra il 1534 e il 1537 per ordine di Alessandro de' Medici. Negli stessi anni Antonio da Sangallo il Giovane era impegnato anche nella costruzione della Cittadella di Ancona (1533) e della Rocca Paolina di Perugia (1540-1543). Le tre fortificazioni costituiscono i primi esempi di fronte bastionato all'italiana.
A maggio 1533 iniziarono gli scavi sovrintesi da Alessandro Vitelli e dall'architetto Pier Francesco da Viterbo.
Il 15 luglio 1534 fu posta la prima pietra e nel dicembre dello stesso anno i lavori delle opere di fortificazione furono ultimati nella gran parte.

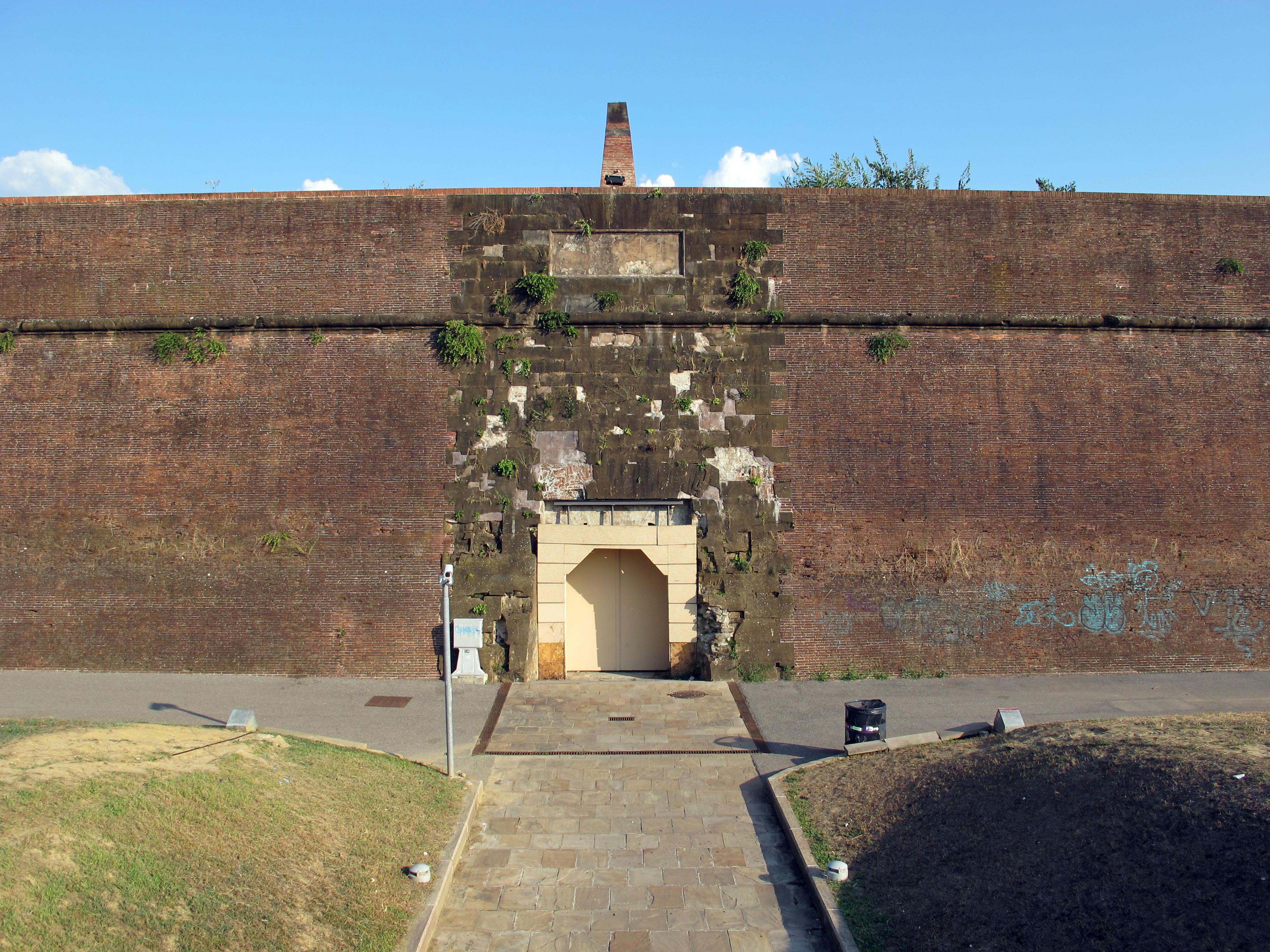
Entrata esterna chiamata "Porta alla Campagna"

La gigantesca fortezza, di forma pentagonale, fu realizzata con grandezza di mezzi e rapidità per assicurare il controllo della città ai Medici (appena rientrativi dopo l'Assedio di Firenze) di fornire alloggio a un forte contingente di truppe, nonché rifugio ai governanti in caso di rivolta, ma anche di impressionare e intimorire i fiorentini con la sua massa.
Per accentuare questa impressione il lato rivolto verso la città fu dotato, da Antonio da Sangallo, di un aspetto monumentale.
Il ruolo militare della fortezza fu mantenuto anche in epoca lorenese, quando furono costruiti altri fabbricati di interesse architettonico e ambientale come la palazzina per gli ufficiali e un teatrino.
Nel 1775 de Sade così descrisse la Fortezza da Basso nel suo viaggio in Italia: «[…] la forteresse Da Basso ou château Saint-Jean-Baptiste. C'est un pentagone régulier avec des bons fossés et un chemin couvert. Il faut voir l'arsenal et la fonderie de canons»(la fortezza Da Basso o castello di San Giovanni Battista. È un pentagono regolare con buoni fossati e cammino coperto. Sono da vedere l'arsenale e la fonderia di cannoni).
Al momento della demolizione delle mura trecentesche, durante il periodo di Firenze capitale d'Italia, la fortezza rimase isolata e i suoi fossati furono livellati, portando all'interramento della maggior parte delle muraglie.
La Fortezza, che come molte altre strutture simili non fu mai utilizzata, rimase affidata al demanio militare fino al 1967.
Negli ultimi anni fu individuata come sede del polo fieristico fiorentino; di conseguenza fu intrapresa una lunga opera di restauro e adeguamento (non ancora conclusa) che portò alla demolizione di strutture di servizio costruite durante l'uso della fortezza come caserma.
Grazie a tali lavori oggi è visibile la trecentesca Porta a Faenza, e seguire l'antico corso del Mugnone, torrente che scorreva nei fossati della città; visitare l'interno del Mastio e alcune altre strutture di un certo interesse, come la polveriera.
Per ospitare le manifestazioni di Firenze Fiera sono stati costruiti due nuovi padiglioni espositivi, denominati, dal nome del progettista, rispettivamente "Spadolini" (Pierluigi Spadolini, 1977) e "Cavaniglia" (1996).
All'interno della fortezza si trova una delle sedi dell'Opificio delle pietre dure con numerosi laboratori scientifici e di restauro.
Nei giardini della prospiciente Villa Contini Bonacossi è stato realizzato il Palazzo dei Congressi.

## Descrizione
Poiché la fortificazione sorgeva in una pianura, secondo i canoni dell'architettura militare del tempo avrebbe dovuto avere pianta regolare con bastioni pienamente sviluppati, identici fra loro e dotati di orecchioni.
Fu invece scelta una pianta a pentagono irregolare per innestare il lato di base nelle mura arnolfiane preesistenti; al centro di questo lato, il più lungo,  fu costruito il cosiddetto, mastio, una struttura estremamente originale che ingloba l'antica Porta Faenza. In realtà si tratta di una piattaforma cioè una sorta di mini bastione inventato proprio da Antonio da Sangallo per interrompere cortine troppo lunghe e garantire il tiro radente delle artiglierie.
La struttura era quindi di tipo misto, con la parte rivolta verso l'esterno pienamente sviluppata e regolare, mentre verso la città prevalse la necessità di non invadere troppo spazio all'interno delle mura. Una pianta simile può essere ritrovata nella (non più esistente) cittadella di Piacenza, anch'essa tracciata da Pier Francesco da Viterbo.
Mentre cortina e Bastioni furono costruite con economici mattoni (che incidentalmente erano meglio in grado di assorbire i colpi di artiglieria) il Mastio fu edificato in pietra forte, e le pareti furono scolpite con un motivo decorativo a palle, allusive dello stemma mediceo, e diamanti; simili partiti decorativi erano comuni nel rinascimento (si pensi al Palazzo dei Diamanti a Ferrara) ma non furono mai più utilizzati in questa scala in un'opera militare. All'interno della Piattaforma si può oggi visitare la sala ottagonale, dotata di una straordinaria volta in mattoni a spina di pesce, che faceva parte del percorso d'accesso monumentale della fortezza. Alcuni disegni acquerellati superstiti delle varie fasi della progettazione sono considerati tra i più bei disegni di Antonio.

## Galleria d'immagini

L'interno (polveriera e padiglione Spadolini)
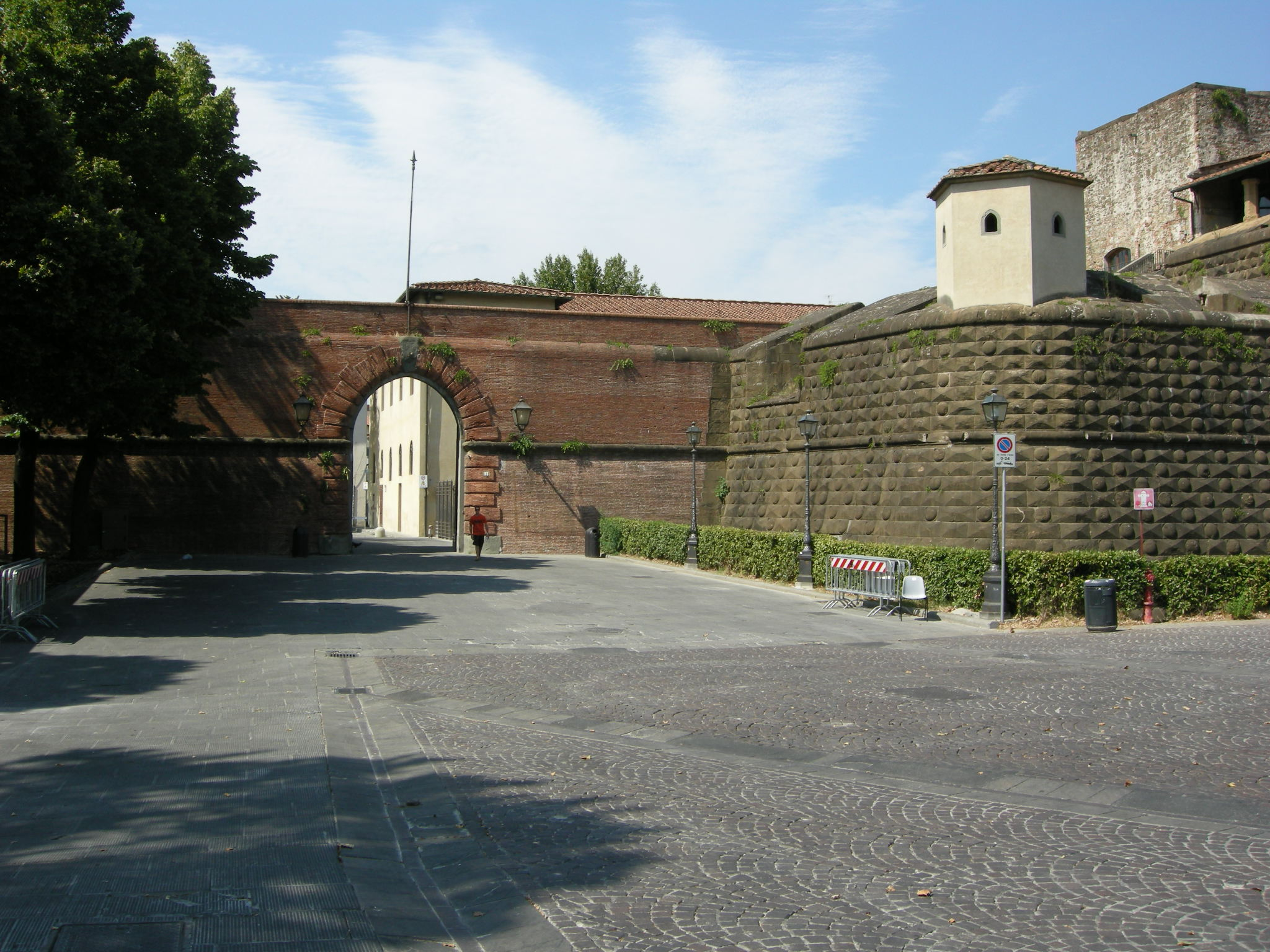
Un ingresso
Gabbiotto d'avvistamento
Padiglione Spadolini
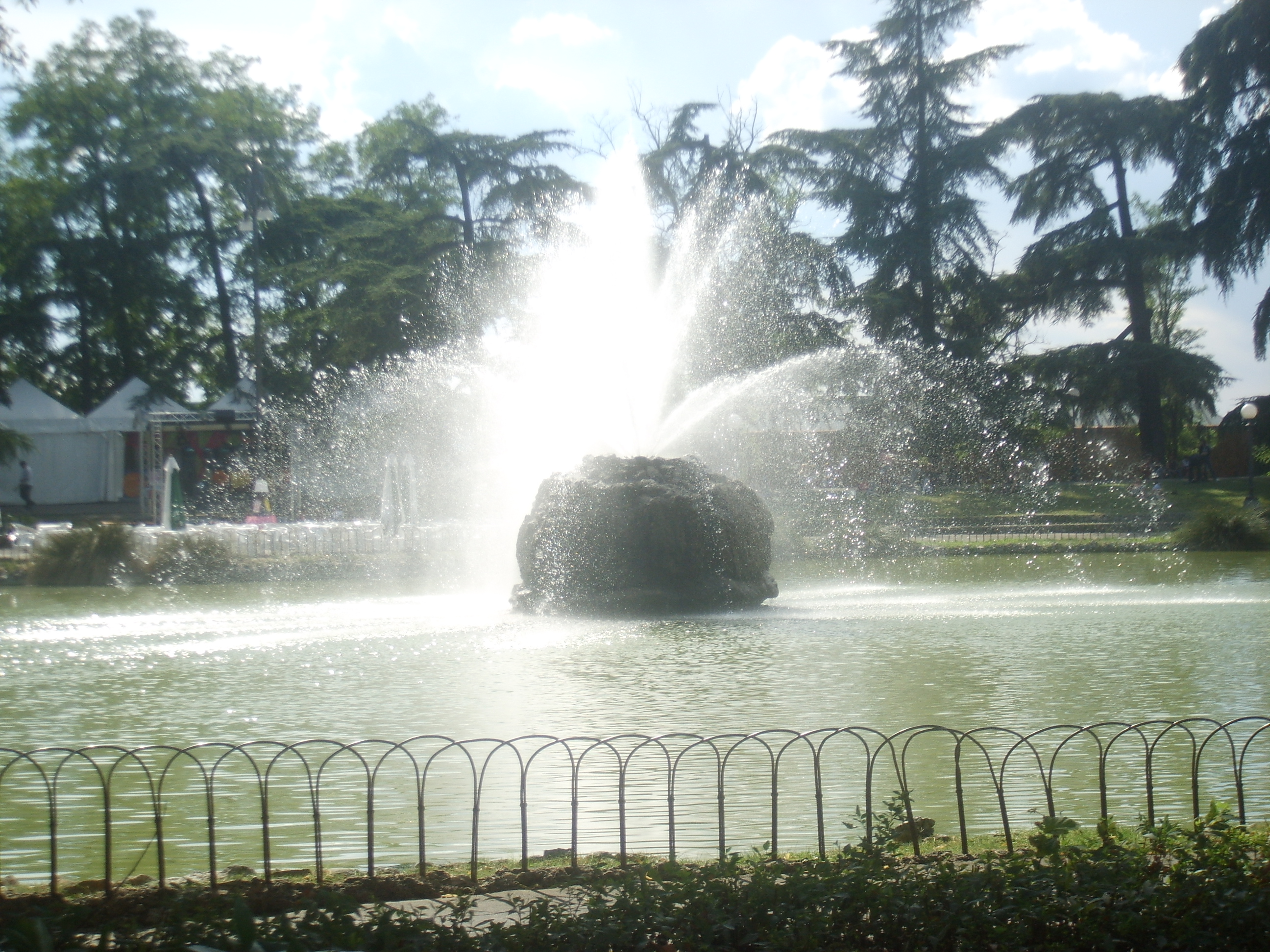
Giardini della Fortezza
Il mastio